# El hombre que ríe
El hombre que ríe (titulado en francés originalmente: L´homme qui rit) es un drama escrito en prosa, publicado en 1869 por el autor francés Victor Hugo, escritor del Romanticismo de Francia.

## Contexto
Victor Hugo escribe esta obra durante su exilio en la isla de Guernsey, en el archipiélago de las Islas del Canal, por la que siempre sintió afecto, admirando la apacibilidad de sus habitantes y la tranquilidad de sus parajes. En el prefacio se explica que el libro formaría parte de una trilogía, de la que sería el libro primero. El título de El hombre que ríe puede ser sustituido (según el autor) por La Aristocracia, pues el autor explica que este fue el mayor fenómeno de Inglaterra, como en Francia lo fue la monarquía. Precisamente La Monarquía sería el título del libro segundo, que nunca llegó a escribirse. El tercer libro, que sí llegó a publicarse, es el Noventa y Tres, novela que tiene como escenario el año más crítico y decisivo de la Revolución francesa: 1793, el año del heroísmo y de las victorias sorprendentes.

## Reseñas
De un blog virtual de un catedrático de la Universidad Autónoma de Madrid:

«El hombre que ríe» fue poco apreciado en su época, a pesar de que Victor Hugo lo consideraba lo mejor que había escrito. Era demasiado barroco. "He querido abusar de la novela", escribió, "he querido crear una epopeya. He querido forzar al lector a pensar en cada línea. De aquí una especie de cólera del público contra mí". En "El hombre que ríe", poema visionario, se unen todas las ideas que aparecían en sus obras anteriores. Como escribió Baudelaire, "lo excesivo, lo inmenso, son el dominio natural de Victor Hugo, se mueve en ellos como en su atmósfera natal". Es una novela sobrecogedora de principio a fin. En todas sus páginas se pueden encontrar frases antológicas.

### Lo que escribió Victor Hugo acerca del libro
Hay dos tipos de drama: el drama que se puede representar, y el drama que no se puede representar. Este último participa de la epopeya. A los personajes humanos mezcla, como la naturaleza misma, otros personajes: las fuerzas, los elementos, lo infinito, lo desconocido. Siendo más grande, es más libre. Si se pregunta al autor de este libro por qué ha escrito "El hombre que ríe", responderá que, como filósofo, ha querido afirmar el alma y la conciencia; como historiador, ha querido revelar hechos monárquicos poco conocidos e informar la democracia, y que, como poeta, ha querido escribir un drama. En la intención del autor, este libro es un drama. El Drama del Alma”. ”

.[cita requerida]

## El título de la obra
Resume la obra en su totalidad, puesto que Gwynplaine (bautizado como “el hombre que ríe”) es uno de los personajes principales. De otro lado, este título encabezando un drama da el sentido a la ironía presente en la trama: Gwynplaine ríe con una risa forzada; Gwynplaine es un miserable, pero en su desgracia es el ser más feliz, su risa es la imprecación de los oprimidos a los opulentos.

## Estructura
La obra está dividida en dos partes y una conclusión:

### Primera parte: “El mar y la noche”
Contiene dos capítulos preliminares, en los que se describe a Ursus y Homo, y tres libros:
El primero “La noche no tan negra como el hombre” que narra el abandono de Gwynplaine por los compraniños. 
El segundo “La urca en altamar” narra la fuga y el posterior naufragio de los compraniños. 
“El niño en la oscuridad” narra la travesía del pequeño Gwynplaine a través de la tempestad, el encuentro con Dea a punto de morir en la nieve junto al cadáver de su madre y el encuentro con Ursus y Homo.

### Segunda parte: “Por orden del Rey”
Consta de nueve libros:
El primero, “Presencia eterna del pasado – Los hombres reflejan al hombre”, narra las vidas y conflictos de lord Lineus Clancharlie, lord David Dirry-Moir, la duquesa Josiana, la reina Ana I de Gran Bretaña y el temible Barkilphedro.
El libro segundo “Gwynplaine y Dea” narra las vidas de Gwynplaine a los veinticinco y Dea a los quince, es el momento en el que se desarrolla el nudo de la historia. Ambos viven juntos en compañía de Ursus y Homo, y gracias a la deformidad de Gwynplaine, que atrae al público deseoso de reír, han conseguido vivir con comodidad, aun siendo pobres. 
“Empieza la hendidura”, el tercer libro, narra la llegada de la Green-Box (nueva vivienda mejorada de los artistas) a Londres, donde se hospedan en el parador Todcaster, en medio del Tarrinzeau-field. Las representaciones teatrales de las obras compuestas por Ursus son un éxito, entre el público hay un espectador que siempre los alienta: Tom-Jim-Jack. El encuentro de Ursus con los magistrados y finaliza con el turbamiento de Gwynplaine al conocer a la duquesa Josiana y al leer una carta que le manda ella. 
“El subterráneo penal” narra la detención de Gwynplaine por parte del wapentake, autoridad edil inglesa, a la cárcel de Southwark; Ursus espió esto. La novela sigue con el careo entre Gwymplaine y Hardquanonne, el flamenco que lo deformó y lo reconoce frente a las autoridades, por lo que Gwymplaine es por fin reconocido como lord Fernando Clancharlie, barón y par de Inglaterra. Gwynplaine se desmaya; Hardquanonne, producto de los suplicios impuestos, muere.
“El mar y la suerte se agitan con el mismo soplo” empieza con la lectura de la confesión que hicieron los compraniños antes de naufragar y que depositaron en una botella que llegó a manos de Barkilphedro. Luego, Gwynplaine despierta en su palacio y en su confusión se enaltece, pero se pregunta por Dea.
En “Aspectos diversos de Ursus” Ursus se alegra de la detención de Gwymplaine y maldice a sus dos protegidos y la hora en que los adoptó. Sin embargo, lo que hace es engañar a Dea a fin de que no se preocupe por Gwynplaine, mas ella nota su ausencia. Ursus espía en la puerta de la cárcel de Southwark y ve salir un ataúd (el de Hardquanonne), y pensando que es el de Gwynplaine ejecutado, llora por primera vez en su vida. Al volver a la posada Tadcaster el justicier-quórum lo intima a retirarse de Inglaterra, bajo pena de cárcel y ejecución de Homo. Maese Nicless, dueño de la posada, se piensa librado de sus huéspedes, pero el justicier-quórum lo detiene también y clausura la posada, a la vez que desalojan el Tarrinzean-field de todos los saltimbanquis y charlatanes ahí apostados.
“La Eva del abismo” narra el encuentro de Gwynplaine con la duquesa, al saber que Gwynplaine es lord Fernando lo repudia como amante y se retira. Al momento llega lord David, Gwynplaine solo lo conocía como Tom-Jim-Jack y lo menosprecia. A la vez, lord David toma a lord Fernando por un simple Gwynplaine y lo menosprecia también. En esos instantes llega Barkilphedro acompañado de un gentilhombre que se anuncia como el ujier de la vara negra que busca a Gwynplaine por orden de la reina.
“El Capitolio y su vecindad” narra la introducción de Gwynplaine a la Cámara Alta, para ocupar su puesto como lord Clancharlie. En este libro se da el excelente discurso de Gwynplaine frente a los pares de Inglaterra, recriminándoles su fatuidad e insensibilidad para con el pueblo. Al finalizar esta parte se encuentra con lord David, quien al haber escuchado los insultos en el discurso Gwynplaine a la que fue amante del padre del par (lord Lineus), lo reta a duelo. Descubre Gwynplaine que lord David es su medio hermano.
En el último libro “La caída “, Gwynplaine sale confundido de la Cámara de los Lores. Desesperado busca a su familia en el Tarrinzean-field, pero encuentra la posada deshabitada y el campo vacío. A punto de suicidarse, siente la lengua de Homo lamiéndolo.

### Conclusión
Gwymplaine sigue a Homo y llega al buque Vograat en el que Ursus y Dea están a punto de partir para Rótterdam. Encuentra a Ursus velando cerca de Dea que en sus delirios llama a Gwynplaine y desea morir. Gwynplaine se viste con sus ropas de saltimbanqui y se presenta ante su sorprendida familia. Dea tras reconocerlo, se tranquiliza, pero a causa de su debilidad fallece. Gwynplaine se aleja sombrío al borde del buque, que ya había zarpado, y simplemente se deja caer entre las aguas oscuras, Ursus al volver en sí, ya no ve a Gwynplaine y solo ve a Homo sobre cubierta aullando en la oscuridad.

## Personajes

### Ursus
Oso en latín. Por naturaleza es vagabundo, filósofo y misántropo. Es charlatán, médico, músico y dramaturgo por necesidad. Vive en una caja rodante de un color imposible de adivinar ya, en la que tenía un escrito ciertamente irreverente acerca de la naturaleza del oro y dentro de la cual se lee la divisa “Ursus, filósofo”. Fue criado en la casa de un lord, donde a bastonazos, cuenta, aprendió a respetar a la nobleza. Tiene habilidades insólitas de ventrílocuo, médico y una cultura vastísima y muy variada. Sin embargo, “tanta ciencia solo podía servir para morirse de hambre”. Ursus aborrece al género humano, jamás ha llorado y nunca sonríe, pero suele reír con risa amarga. “La situación interior de Ursus era estar sordamente furioso, y gruñir era su situación exterior, representaba el descontento de la creación: hacer la oposición estaba en su naturaleza, pues veía siempre ante su vista la parte mala del Universo; nada de él le agradaba por completo”.

### Homo
Hombre en latín. Es un lobo koupara, de cinco pies de longitud, negro, muy fuerte, ni delgado ni grueso, de mirada oblicua y lengua suave, con la que a veces lame a Ursus. Se encargaba de jalar la choza de Ursus, quien a veces se bajaba para halar fraternalmente con su amigo. Homo es un lobo muy civilizado e inofensivo, “el lobo no mordía jamás; el hombre, algunas veces.. al menos Ursus pretendía morder”.

### Gwynplaine
Llamado realmente Fernando Clancharlie. Fue el único hijo legítimo de lord Lineus Clancharlie, nacido en el exilio. Su madre, Ann Bradshaw, era hija de un regicida. “Fue vendido a la edad de dos años por diez libras esterlinas, que dieron al Rey por su compra”, bajo el reinado de Jacobo II de Inglaterra. Lo compró el doctor Gerhardus Geestemunde, de la banda de compraniños. Lo desfiguró Hardquanonne, un flamenco poseedor de los secretos del doctor Conquest, que le practicó la operación Bucca fissa que le deformó el rostro para siempre marcándolo con una sonrisa. Podía suprimir su sonrisa con una concentración y un dolor inmensos, pero cuando lo hacía en vez de ser cómico era temible. Los compraniños le dieron su nombre, le deformaron las articulaciones, le tiñeron el cabello para siempre y lo educaron para ser saltimbanqui, pero tuvieron que abandonarlo a sus diez años por las persecuciones de la justicia. Suele cuestionar el orden de la sociedad, es reflexivo, introvertido y temeroso, ama a Dea por sobre todas las cosas.

### Dea
De dea, deae, diosa en latín, fue bautizada así por Ursus. Fue encontrada por Gwynplaine junto al cadáver de su madre, una vagabunda que fue sepultada por la nieve en medio de la noche. “La nieve que mató a la madre cegó a la hija”. Al examinarla Ursus vio sus pupilas dilatadas y estáticas, que debieron arder al contacto de la nieve. Dea es sumamente bella, de cabellos y ojos negros, delgada y muy frágil. Ursus suele preocuparse por esto, la llama “el himeneo en carne y hueso”. Gracias a Ursus sabe lo que hizo Gwynplaine por ella y, como no piensa que haya otra posibilidad, se considera su esposa. Está convencida de que Gwynplaine es muy hermoso, ya que considera que ella es la única que puede conocerlo como realmente es. 

### Barkilphedro
Sobre este personaje Victor Hugo entinta uno de sus mejores retratos. Es un cortesano oscuro, bajo y envidiosamente infeliz. “Era un irlandés que había renegado de Irlanda; era de ruin especie”. Aborrece a Josiana, que lo socorrió cuando no tenía techo ni comida. Se siente humillado por este acto de caridad, que siente que lo encadena a soportar las estupideces de sus amos. Es excesivamente orgulloso, siente que tiene un sinfín de talentos incomprendidos y poco valorados. Poco a poco se va haciendo indispensable para lord David, la reina Ana y la duquesa; volviéndose, inexplicablemente, confidente de los tres al mismo tiempo. Es codicioso, pero daría todo lo que tiene y hasta lo que no por poder hacer sufrir un poco a Josiana. “Existe algo a veces dentro de nosotros que nos acosa; este algo es ser ingratos, y Barkilphedro lo era”. En el fondo, parece estar enamorado de Josiana.

### Otros personajes
Lord David es hijo de una mujer que fue amante de lord Clancharlie, de quien lo concibió, y posteriormente de Carlos II. Gracias a su madre obtiene el título de lord Dirry-Moir por dominios en Escocia, Jacobo II desea que herede los títulos de los Clancharlie y por eso se los otorga interinamente a la duquesa Josiana, a fin de que se casen. Gusta de las diversiones del pueblo y por eso usa el nombre de Tom-Jim-Jack cuando se disfraza de marinero.
La duquesa Josiana es hija natural del rey Jacobo II. Es hermosa, banal, despreocupada. Tiene un ojo azul y otro negro, lo que Víctor Hugo relaciona con "lo divino y lo oscuro". "Le importaba poco la reputación y mucho la gloria. Parecer fácil y ser inaccesible es lo que ella deseaba”. Ella y lord David prolongan interminablemente su matrimonio, y no porque se desagradasen. No soporta a su media hermana, la reina Ana. Siente que sería digno de ella sólo “un monstruo o un dios”, por eso su fascinación por Gwynplaine.
También intervienen en el drama: maese Nicless Plumptre (dueño de la posada Tadcaster) y Govicum, su criado; la reina Ana I de Gran Bretaña, lord Lineus, Venus y Febe (dos gitanas compradas y bautizadas así por Ursus), Hardquanonne, los compraniños (Gerhardus Geestemunde, el “doctor” o el “loco”; Gaizdorra, captal –jefe, en lengua flamenca-; Asunción; Bárbara Fermoy, de la isla de Tyrryf; Glangirase; Jacobo Quatource, llamado el Narbonés; y Luc Pierre Capgaroupe, del presidio de Mahón).

## Tiempo
Dejando de lado los capítulos enteramente descriptivos, la trama comienza en enero de 1690 a los diez años de Gwynplaine. Se remonta al pasado 1660 para describir los sucesos al finalizar el periodo de Cromwell, el destierro de Lord Lineus, y el nacimiento y niñez y juventud de lord David. Vuelve a 1705, para narrar el nudo de la trama y el desenlace. No se tiene muy en cuenta las fechas y meses transcurridos, pero a lo largo de la novela, se mencionan muchos hechos reales que pueden ayudar a establecer las épocas en las que transcurren los hechos.
De manera simple:
1660: termina el periodo de Cromwell, lord Lineus sigue fiel a la República y se autoexilia en Suiza, donde entrado en vejez se casa y logra tener un hijo legítimo.
Durante el reinado de Jacobo II (1685-1688) muere lord Lineus y el rey se apropia de sus bienes, desapareciendo al pequeño lord Fernando a fin de que no haya herederos aparte de lord David, para ese tiempo gentil-hombre de la corte. Establece como condición para recibir los bienes de los Clancharlie el matrimonio con Josiana, hecha duquesa en la cuna.
1690: los compraniños, asustados por las persecuciones de la justicia, abandonan a Gwynplaine de 10 años en la bahía de Portland, al sur de Inglaterra.

## Espacio
La trama, al igual que Ursus, jamás sale del territorio inglés. Las peripecias del Ursus vagabundo fueron siempre sin salir de la gran isla. Se describe bastante bien los barrios y villas aledaños a los barrancos de Portland, donde abandonan al niño. El lugar en el que se hospedaron con su Green Box la familia de saltimbanquis fue el terreno llamado Tarrinzean-field (tarrinzean es un vocablo del inglés antiguo que significa verde), al lado del arrabal de Southwark, en los barrios bajos de Londres. Este terreno era de feria constante. El juicio de Hardquanonne y su tortura usan como escenario una antigua edificación medieval, usada como cárcel de Southwark. Como escenarios de la corte se usan el palacio de Windsor, hogar de la reina Ana de Inglaterra, y el palacio de Corleone-lodge, de propiedad de los Clancharlie. También se narra una sesión en la Cámara Alta, donde se daban cita los pares de Inglaterra. La Conclusión se da a bordo de un buque navegando sobre el Támesis.

## Estilo
La narración se hace de manera convencional, con un narrador en tercera persona. Sin embargo, hace demostración de una cultura vastísima (a la manera de Ursus) en usos y costumbres de la antigua Europa, de conocimientos de cultura clásica (Ursus habla en latín y conoce de divisas y heráldica medievales, de mitología griega y muchísimas materias más), y hasta de la legislación anglosajona antigua. Sus novelas tienen capítulos enteros de descripciones de lugares, incluso en épocas ya anteriores al autor. Los compara con los que ve en su tiempo.
Punto aparte es la manera en que el autor describe las emociones humanas; las situaciones están muy bien descritas, sí; pero el universo interior es vasto e intrincado, que a veces traga y absorbe las situaciones en las que se encuentran sus personajes. Victor Hugo en esta novela y en otras usa bastante el monólogo. Ursus hablaba consigo mismo porque odiaba hablar con los demás, pero con alguien tenía que hacerlo. Gwynplaine no deja de cuestionar su suerte y su desdicha. Es sobrecogedora la manera en que Barkilphedro reniega rabiosamente de su suerte y su condición y ansía destrozar la dicha de Josiana. Su envidia se expone de manera temible.

## Adaptaciones

### Cine y televisión
- Das grinsende Gesicht. Película austríaca de 1921.
- Existe una película muda del mismo nombre[1]  de 1928 protagonizada por Conrad Veidt como Gwynplaine, Olga Baclanova como la duquesa Josiana, Cesare Gravina como Ursus y Mary Philbin como Dea. El éxito de la cinta fue tal, que las fotografías del personaje de Gwynplaine (entregadas por el guionista Bill Finger al equipo creativo de Batman en 1940) inspiraron a los dibujantes de cómics Jerry Robinson y Bob Kane para crear la apariencia física del Joker (supervillano de Batman). Dirigida por Paul Leni y producida por Carl Laemmle, fundador de los estudios Universal, se la considera una de las últimas superproducciones del cine mudo.
- La película francoitaliana del mismo nombre (de la Metro-Goldwyn-Mayer), filmada en 1966 en Italia en Eastmancolor, se adaptó de la novela. Fue ambientada en la época del Renacimiento, en los inicios del siglo XVI. Hecha en italiano, fue protagonizada por el actor francés Jean Sorel (Angelo/Astorre Manfredi), Lisa Gastoni (Lucrecia Borgia), Ilaria Occhini (Dea) y Edmund Purdom (César Borgia). La dirigió Sergio Corbucci y la produjeron Joseph Fryd y Jacques Bar.
- L'homme qui rit. Producción francesa para la televisión de 1971. Dirigida por Jack Kerchbron, con Xavier Depraz como Ursus, Philippe Bouclet como Gwynplaine y Delphine Desyeux como Dea.
- L'homme qui rit,  película franco-canadiense de  2012, dirigida por Jean-Pierre Améris, con Marc-André Grondin (Gwynplaine), Gérard Depardieu (Ursus), Christa Theret (Déa) y Emmanuelle Seigner (la duquesa Josiane).

### Cómic
- Existe una adaptación de este relato al cómic del autor Fernando de Felipe, que Glénat editó en España en 1992.

## En la cultura popular
La novela de Víctor Hugo, mediante la película homónima de 1928, inspiró la creación del personaje Joker de DC Cómics.